# Luschki (Kaliningrad, Gurjewsk)
Luschki (russisch Лужки, deutsch Julienhof, Kreis Königsberg/Samland) ist ein Ort in der russischen Oblast Kaliningrad. Er gehört zur kommunalen Selbstverwaltungseinheit Stadtkreis Gurjewsk im Rajon Gurjewsk.

## Geographische Lage
Luschki liegt acht Kilometer südlich der Oblasthauptstadt Kaliningrad (Königsberg) unmittelbar an der Autobahn Berlinka. Die nächste Bahnstation ist Dserschinskaja-Nowaja an der Bahnstrecke Kaliningrad–Bagrationowsk, einem Abschnitt der ehemaligen Ostpreußischen Südbahn.

## Geschichte
Der Julienhof genannte Ort wurde im Jahre 1827 gegründet. Als Ortsteil von Ludwigswalde (heute russisch: Lesnoje) ist das kleine Dorf in seiner Geschichte eng mit der der Muttergemeinde verbunden, die zwischen 1874 und 1945 Amtsdorf des Amtsbezirks Ludwigswalde im Landkreis Königsberg (Preußen) (1939 bis 1945 Landkreis Samland) im Regierungsbezirk Königsberg der preußischen Provinz Ostpreußen war.
1945 kam Julienhof zur Sowjetunion. Im Jahr 1950 erhielt der Ort die russische Bezeichnung Luschki und wurde gleichzeitig dem Dorfsowjet Zwetkowski selski Sowet im Rajon Kaliningrad zugeordnet. Später gelangte der Ort in den Nowomoskowski selski Sowet im Rajon Gurjewsk. Von 2008 bis 2013 gehörte Golubewo zur Landgemeinde Nowomoskowskoje selskoje posselenije und seither zum Stadtkreis Gurjewsk.

## Kirche
Julienhof mit seiner überwiegend evangelischen Bevölkerung gehörte bis 1945 zum Kirchspiel Ludwigswalde (heute russisch: Lesnoje) im Kirchenkreis Königsberg-Land I innerhalb der Kirchenprovinz Ostpreußen der Kirche der Altpreußischen Union. Der letzte deutsche Geistliche war Pfarrer Willy Behnke. Heute liegt Luschki im Einzugsbereich der Auferstehungskirche in Kaliningrad (Königsberg). Sie ist Teil der Propstei Kaliningrad der Evangelisch-lutherischen Kirche Europäisches Russland (ELKER).